# La Banque postale
 (décembre 2011).
La Banque postale est une banque publique française née le 1er janvier 2006, filiale à 100 % du groupe La Poste dont elle a repris les services financiers. Son réseau de distribution s'appuie sur les quelque sept mille bureaux de poste répartis sur le territoire.
Elle est la succession transformée des anciens CCP (Centre de chèques postaux, gérant les comptes courants postaux) qui avaient été créés par la loi du 7 janvier 1918, sous l'autorité d'Étienne Clémentel, alors ministre des Postes et Télégraphes depuis octobre 1915 et qui le restera jusqu'en janvier 1920.
Initialement banque de particuliers (environ onze millions de clients en 2020) et connue pour les obligations qui lui sont faites d'assurer un service bancaire de base à tous (droit au compte et produit d'épargne), elle s'est diversifiée aussi bien en termes de clientèle — ouverture aux entreprises et collectivités locales — qu'en termes de produits, avec un développement de la gamme de ses prêts et l'ouverture d'une activité de gestion d'actifs (« asset management »).

## Histoire

### Les origines
En 1477, les premiers relais de poste sont créés par Louis XI  mais ils ne s’occupent alors que du courrier royal. Un siècle plus tard, en 1576, sont créés les offices de messagers royaux. Spécialisés dans le transport de documents administratifs et juridiques, ils sont toutefois autorisés à prendre les lettres de particuliers. À la fin du XVIe siècle, les premiers bureaux de poste sont installés et en 1707 , on en compte alors près de 800, puis 1 300 en 1789.

#### 1817-1945
En 1817, l’arrêté du 24 février interdit le transfert matériel des espèces par voie postale à cause de problèmes récurrents d’insécurité. Le transfert de fonds est remplacé par des mouvements comptables : le mandat postal. En échange d’un dépôt d’espèces dans un bureau de poste, l’expéditeur reçoit une reconnaissance qu’il envoie par courrier au bénéficiaire pour que ce dernier puisse retirer à son tour un montant équivalent. Ce système connaît un immense succès au XIXe siècle, notamment après l’arrivée du télégraphe électrique (utilisant l'alphabet type Morse) dans les années 1860. Le mandat peut alors être payé le jour de son émission.
Parallèlement au développement du mandat, le réseau postal est autorisé dès 1835 à collecter l’épargne populaire pour les cinquante-neuf Caisses d'épargne et de prévoyance (CEP), structures de droit privé reconnues d’utilité publique, dont la première a été fondée à Paris en 1818 par Ferdinand Delessert. L’État souhaite aider une clientèle modeste à se constituer une épargne par le jeu de dépôts successifs et l’accumulation d’intérêts annuels peu élevés (inférieurs à 3 %) exonérés d’impôt.
Puis le 9 avril 1881, la Caisse nationale d’épargne (CNE) est créée. Placée sous l’autorité de l’administration des Postes, celle-ci assure la gestion administrative et la collecte, dans tous les bureaux postaux. Les bureaux de poste ne collectent plus désormais de l'argent pour le réseau des CEP et la collecte est faite uniquement pour la Caisse nationale d'épargne.
Le livret national d’épargne remporte rapidement un grand succès dans les campagnes, et ce, grâce à la mobilisation du personnel des Postes (facteurs, receveurs des postes). Ces derniers sont rétribués selon les montants recueillis ou au nombre de nouveaux livrets ouverts. Dès 1882, les services de la Caisse nationale d’épargne sont étendus en dehors du territoire métropolitain, dans les colonies et protectorats. En 1900, trois millions de livrets de la CNE sont en circulation, et plus de six millions dix ans plus tard.
Par la loi du 7 janvier 1918, le ministère des Postes et des Télégraphes crée un système particulier de chèque dit « compte courant postal » qui est géré par des centres régionaux de gestion en nombre restreint (trois en 1918 puis onze sur toute la France) que sont les centres de chèques postaux. Le compte courant postal n'est pas équivalent à un compte de chèque bancaire, car il ne permet aucun découvert et aucun prêt, par exemple. Il est possible dans chaque bureau de poste de déposer de l'argent et d'en demander, avec une carte de retrait « papier » et sur présentation d’un chéquier. L’encaissement des chèques est fait à distance, en envoyant le chèque avec une enveloppe avec franchise postale, au centre de chèques postaux qui gère le compte détenu par un particulier, par une administration ou par une société. Le chèque postal est toutefois accepté par tous les acteurs économiques. Le premier centre à être créé est celui de Paris et compte à la fin de 1918 environ soixante mille comptes individuels.

#### 1945-1980
Avec la loi du 28 novembre 1955, le chèque postal devient payable à vue, ce qui en fait un instrument de paiement égal au chèque bancaire. En 1959, la Caisse nationale de prévoyance est créée et s’associe avec La Poste pour diffuser sa gamme de produits d’assurance. Puis, en 1967, les services financiers de La Poste créent leur première société d'investissement à capital variable (Sicav).
Dans les années 1960-1970, l’assouplissement des règles en vigueur dans le secteur bancaire entraîne le développement de la concurrence. Pour consolider sa position sur le marché bancaire, La Poste doit proposer de nouveaux services. Ainsi, les petits découverts sont désormais autorisés, qui doivent toutefois être comblés dans un délai rapide (moins de huit jours), tout comme les comptes joints et les comptes associés. À partir d'avril 1975, La Poste crée un réseau spécifique de distributeurs automatiques de billets fonctionnant avec les nouvelles cartes CCP 24/24 qui ne sont ni des cartes de crédit, ni des cartes de débit, mais uniquement des cartes de retrait d’argent liquide. Les DAB postaux sont environ six cents sur toute la France, répartis dans les villes chefs-lieux de départements, dans les villes chefs-lieux d'arrondissement et dans des villes d’au moins vingt mille habitants à la mi-1975.
Avec le décret du 24 décembre 1965 applicable au 1er janvier 1966, le livret A remplace le livret d'épargne classique. Rapidement, le livret A devient un outil courant dans la vie quotidienne des Français. En 1970, la CNE gère ainsi près de 12,8 millions de livrets d’épargne. Cependant, il faut attendre 1974 et une campagne de communication à grande échelle pour que le terme livret A soit utilisé et reçoive l’adhésion massive du grand public.

#### 1980-2000
À compter de 1984, la Poste propose l'émission de cartes bleues, qu'elles soient limitées à la France ou internationales, en diffusant les cartes bancaires du réseau VISA.
La loi no 90-568 du 2 juillet 1990 réforme La Poste et les services financiers dans leur ensemble. La Poste devient un établissement public doté d’une autonomie financière.
Une nouvelle politique commerciale est alors amorcée avec pour objectifs d’élargir et de fidéliser une nouvelle clientèle (notamment les jeunes) et offrir de nouveaux services. À partir de 1989 via le minitel, puis en 1992 avec Audiotel, les clients des services financiers de La Poste peuvent réaliser des opérations bancaires à distance comme la consultation de solde.
Parallèlement, La Poste établit de nombreux partenariats pour élargir sa gamme de produits (OPCVM, assurance vie…) et de services bancaires : par exemple, avec la Société générale, Indosuez et le Crédit foncier de France pour l’élaboration de produits de placement ; avec les AGF pour des produits d’assurance-vie et avec Gras Savoye pour des produits de prévoyance.
Au début des années 2000, les services financiers de La Poste se restructurent et une nouvelle organisation financière apparaît. Le groupe se dote de filiales fonctionnelles sous l’égide d’une holding unique « SF2 » : Sogeposte spécialisée dans la gestion des OPCVM des clients de La Poste, Efiposte qui assure la gestion financière des CCP, Assurposte pour la gestion des produits d’assurance de personnes et de prévoyance ou encore Sogerco, une société de courtage d’assurance.

### La Banque postale
La loi no 2005-516 du 20 mai 2005 relative à la régulation des activités postales prévoit la création par le groupe La Poste d’une filiale recevant tous les biens, droits et obligations relatifs aux activités des services financiers de La Poste. Cette création est autorisée le 21 décembre 2005 par la Commission européenne,. Le 1er janvier 2006, la naissance de La Banque postale est officielle.
La loi du 20 mai  2005 concerne les services financiers de La Poste qui est investie d’une mission de service public dans les domaines bancaires, financiers et d’assurance en lui faisant obligation de proposer des produits et services au plus grand nombre.
La loi n° 2008-776 du 4 août 2008 de modernisation de l’économie reconnaît à la seule Banque postale la mission d’accessibilité bancaire : elle a ainsi l’obligation d’« ouvrir un livret A à toute personne qui en fait la demande » et d’effectuer gratuitement sur ce livret les dépôts et retraits à partir d’1,50 euro et également les virements  et prélèvements relatifs à certaines opérations : prestations sociales, factures EDF, GDF, téléphonie, eau, etc.
La Banque postale reçoit dès sa création l’autorisation d’élargir sa gamme à tous les types de crédits immobiliers. En 2007, elle obtient de l’État l’autorisation d’étendre sa gamme de produits aux crédits à la consommation, puis à l’assurance de dommages en 2009. Enfin en 2010, elle est  autorisée à lancer une offre de produits et de services pour le financement des personnes morales.

#### Création de la Banque postale collectivités territoriales
En 2011, la Caisse des dépôts et consignations et La Banque postale établissent avec Dexia SA et Dexia Crédit local un protocole de négociations en vue de la constitution d’un pôle de financement des collectivités locales françaises chargées de la commercialisation, de la gestion des nouveaux crédits et du refinancement sur les marchés financiers grâce à des obligations foncières sécurisées. En juin 2012, l'accord entre Dexia et La Banque postale est approuvé par la Caisse des dépôts et consignations et La Banque postale Développement local est créée.
Après le déploiement de l’offre de financement de La Banque postale au second semestre 2012 et le lancement de la Société de financement local (SFIL) au début de l’année 2013, la création de La Banque postale Collectivités locales marque l’aboutissement de la mise en place du dispositif public de financement du secteur public local. Détenue à 65 % par La Banque postale et à 35 % par la Caisse des dépôts, cette filiale assure des prestations de service relatives à la commercialisation des crédits accordés par La Banque postale aux collectivités locales et aux hôpitaux, crédits qui ont vocation à être refinancés par la Société de financement local (SFIL),.
La Banque postale Collectivités locales dispose du statut d’intermédiaire en opération de banque et héberge la plateforme d’accueil téléphonique des clients ainsi que le service des études. La Banque postale a étendu sa gamme de financement à l’ensemble des acteurs du service public local (entreprises publiques locales, établissements publics de santé) et propose des offres de gestion de dette et de services.
Selon les cabinets de conseils indépendants, « Finance Active » et « Orféor », La Banque Postale est le premier prêteur bancaire des collectivités locales depuis 2015. Elle annonçait une part de marché de 23% en 2017.

#### Sogéposte et la Banque postale Asset Management
En 1988, La Poste créée sa filiale de gestion d’actifs, nommée Sogéposte dont l’offre est dédiée au réseau.
En septembre 2006, Sogéposte devient 100% filiale de La Banque postale et prend le nom de « La Banque postale Asset Management ».
Le conseil de surveillance, présidé par Stéphane Dedeyan, président du directoire de La Banque postale, contrôle la gestion de la société par le directoire et délibère préalablement aux décisions de ce dernier sur les grandes orientations stratégiques de l’entreprise .
Le directoire assure la direction et la gestion de la société. Le directoire est présidé par Emmanuelle Mourey depuis le 11 juillet 2019.
Précédemment, la société a été présidée par Alain Brochard de 1988 à 1999, Jean-Luc Enguéhard de 1999 à 2013, Chantal Lory de 2013 à 2014 puis Daniel Roy de 2014 à 2019.

#### Années 2010: diversification et développements
Le 26 août 2011, le Conseil d'administration du groupe La Poste autorise la souscription par La Poste d’une augmentation de capital de La Banque postale à hauteur de 860 millions d’euros. Le but est de soutenir l’activité commerciale de la banque tout en respectant les obligations réglementaires et de contribuer à la solvabilité de la banque.
Un plan stratégique 2011-2015 est mis en place par la Banque postale, élaboré autour de deux axes : conforter son positionnement de banque différente et accélérer le développement commercial.
En 2013, la Banque postale lance la distribution de ses premiers crédits pour financer des opérations de location-accession (PSLA14) portées par les acteurs du logement social, dont la mise en pratique avait été annoncée en 2012.
Le 2 avril 2013, la Banque postale fait l'acquisition de la BPE (ex Banque privée européenne) auprès de Crédit mutuel Arkéa. Elle renforce ainsi son offre à destination des clients patrimoniaux en élargissant sa gamme aux crédits patrimoniaux, à l'épargne et à l'assurance. BPE intègre progressivement l’offre des filiales de La Banque postale tels que La Banque postale Asset Management et Tocqueville Finance pour la gestion d’actifs, La Banque postale Gestion Privée pour la gestion sous mandat, XAnge pour l'équité privée, La Banque postale Immobilier Conseil et Ciloger pour les produits d’épargne immobilière ou encore CNP Assurances pour l’assurance-vie.

#### Transition vers le numérique
En juin 2017, La Banque Postale acquiert KissKissBankBank pour un montant non dévoilé. En coconstruction avec KissKissBankBank, la Banque postale annonce le lancement d'une banque mobile, sous l'appellation Ma French Bank, au printemps 2019, après une phase de test auprès de certains clients et collaborateurs à l'automne 2018.

#### Rapprochement avec CNP Assurances
Le 30 août 2018, le ministre de l’Économie et des Finances Bruno Le Maire officialise le rapprochement entre la Banque Postale et CNP Assurances, afin de permettre à la Poste de se développer dans la banque et l’assurance. Pour mettre en place cela, l’État va céder une partie de ses parts au capital de la Banque Postale au profit de la Caisse des Dépôts et Consignations (CDC), qui deviendrait alors actionnaire majoritaire. Dans le même temps, la Caisse des dépôts va céder sa participation dans CNP à la Banque postale. La hausse de participations de la CDC dans La Poste sera rendu possible via un amendement du gouvernement à la loi Pacte. L’opération ne pourra toutefois être effectuée au plus tôt qu’à compter de fin 2019.
En octobre 2021, La Banque Postale annonce son intention de racheter à BPCE sa part dans CNP assurances afin de la retirer de la Bourse de Paris dans le but de créer un grand pôle financier public.

#### Années 2020: objectif neutralité carbone
En octobre 2021, la direction de La Banque postale annonce vouloir arrêter le financement des activités en lien avec le pétrole et le charbon à l'horizon 2030. Cet objectif est accompagné d'une volonté de sortir du charbon thermique d'ici à 2030 et de parvenir à la neutralité carbone en 2040.
En novembre 2024, La Banque postale commence la vente par morceaux de sa filiale KissKissBankBank.

## Activités
Elle pratique l'activité bancaire de détail, l'assurance et la gestion d'actifs.
Sa plateforme l'Appui, lancée en 2013, vise à lutter contre l'exclusion bancaire.
En 2019 elle lance l'incubateur de jeunes pousses Platform58.
|                                                             | 2008   | 2009   | 2010   | 2011   | 2012   | 2013   | 2014 | 2015 | 2016 | 2017 | 2018 | 2019 |
| Total de bilan (en milliards d’euros)                       | 111,9  | 171,2  | 173    | 185,7  | 195,8  | 200    |      |      |      |      |      |      |
| Produit net bancaire (en millions d’euros)                  | 4815,4 | 5018,9 | 5215,3 | 5230,7 | 5241   | 5539   |      |      |      |      |      |      |
| Résultat brut d’exploitation (en millions d’euros)          | 287,7  | 624,6  | 779,5  | 708,1  | 754,9  | 854    |      |      |      |      |      |      |
| Résultat net consolidé part du groupe (en millions d’euros) | 302,6  | 587,6  | 651,3  | 412,2  | 574    | 579    |      |      |      |      |      |      |
| Résultat net part du groupe (en millions d’euros)           |        |        |        |        |        |        |      |      |      |      |      | 780  |
| Ratio core tier one                                         | 10,7 % | 11,3 % | 11 %   | 12,7 % | 12,1 % | 11,4 % |      |      |      |      |      |      |

## Filiales
- EasyBourse à 100%[51]
- Louvre Banque Privée à 100 %[52]
- Tocqueville Finance à 99,24 %[53]
- Transactis à 50 % (codétenue avec Société générale)[54]
- Ma French Bank à 100 %[55]
- S.A.S. Domiserve Holding à 100 %[56]
- Groupe KissKissBankBank (dont Lendopolis, Microdon, Goodeed et YouMatter) à 100 %[57]

## Identité visuelle (logo)

Ancien logo de La Banque postale du 1er janvier 2006 au 12 septembre 2016.
Ancien logo de La Banque postale du 12 septembre 2016 à février 2022.
Logo actuel de La Banque postale depuis février 2022.

## Gouvernance
La gouvernance de la Banque postale est organisée autour d'un directoire et d'un conseil de surveillance.
Le directoire est composé de quatre membres :
- Stéphane Dedeyan, président du directoire[59]
- Marion Rouso, directrice générale de la banque de détail
- Bertrand Cousin, directeur général de la banque de financement et d’investissement

Le conseil de surveillance est composé des quinze personnes suivantes :
- Philippe Wahl, président du conseil de surveillance et PDG du groupe La Poste
- Nicolas Routier, directeur général adjoint, chargé du service public et de la régulation
- Yves Brassart, vice-président du conseil de surveillance de La Banque Postale, directeur général adjoint du Groupe La Poste, directeur des finances et du développement
- Sophie Renaudie, directrice du contrôle financier du Groupe La Poste
- Antoine Saintoyant, directeur des participations stratégiques du groupe Caisse des Dépôts
- Anik Chaumartin, présidente du comité stratégique et de la RSE, administratrice de sociétés
- Michel Madelain, président du comité des comptes, ancien vice-président d’une agence de notation
- Emmanuel Rondeau, membre du conseil référent, président du comité des risques et du comité des nominations et de la gouvernance, consultant
- Nefissa Sator, présidente du comité des rémunérations, responsable du département tarification pour les opérations de réassurance-vie de SCOR Group
- Sandrine Fagot-Revurat, contrôleur bancaire en région Auvergne, parrainée par la CFDT
- Thierry Freslon, président de l’AVEA, association du Groupe La Poste, parrainé par la CFDT
- Jean-Pierre Hakizimana, responsable de projets à la direction marketing de la banque de détail, parrainé par la CGT
- Steeve Maigne, responsable qualité à la Direction de la conformité, parrainé par SNB/CFE-CGC
- Thierry Viarouge, responsable relations interbancaires à la Direction des paiements, parrainé par FO
- Stéphanie Pétard, adjointe au directeur du pôle audit et comptabilité de l’agence des participations de l’État, au ministère de l'Économie, des Finances et de la Relance

## Patrimoine

### L’Hôtel Choiseul Praslin et la Caisse nationale d'épargne
Bâti en 1732 à la demande de François Léonor de Choiseul et de sa femme, l’Hôtel de Choiseul Praslin, situé rue de Sèvres à Paris, est un immeuble de type Régence avec une influence de style Louis XV. Au cours du XVIIIe siècle, il est régulièrement embelli, notamment sa façade. En 1886, l’État en devient propriétaire afin d’y installer la direction centrale de la Caisse nationale d’épargne, qui avait été créée en 1881.
Ses façades sur cours font l'objet d'une inscription au titre des monuments historiques par arrêté du 20 janvier 1926. La toiture, les pièces du rez-de-chaussée (le vestibule d'entrée, le salon d'axe de style Louis XV, la salle à manger néo-Louis XVI à décor pompéien) l'escalier et sa cage, ainsi que les pièces du premier étage (le salon d'axe néo-Louis XV, la pièce de style Première Renaissance, la chapelle néo-gothique) font l'objet d'une inscription au titre des monuments historiques depuis 2006.

### Rénovation pour accueillir le siège de la Banque postale
Squatté et détérioré entre 1997 et 2007, l’Hôtel de Choiseul Praslin est restauré après avoir été sélectionné en 2006 pour accueillir le nouveau siège social de La Banque postale.

## Polémiques et condamnations
En mai 2017, l'Autorité de contrôle prudentiel et de résolution (ACPR) condamne la Banque postale à une amende de 5 millions d'euros pour défaut de conseil auprès des particuliers,.
En décembre 2018, l'ACPR inflige un blâme assorti d'une amende de 50 millions d'euros à La Banque postale pour « une carence grave du dispositif de détection » des opérations effectuées par des personnes visées par des mesures de gel des avoirs,. Les reproches portaient principalement sur le service « mandat cash » qui permettait de transférer rapidement des espèces à un tiers. Depuis, le service « mandat cash » a été supprimé.